# David Marraud
David Marraud (Jonzac, 3 agosto 1964) è un allenatore di calcio ed ex calciatore francese, di ruolo portiere.

## Carriera

### Calciatore
Ha disputato undici stagioni con il Nantes, ottenendo il ruolo di titolare dopo il ritiro di Jean-Paul Bertrand-Demanes nel 1987. Ha totalizzato 280 incontri in massima divisione fino al 1996, vincendo un titolo nazionale nella stagione 1994-1995, durante la quale subì un infortunio che lo retrocesse a secondo di Dominique Casagrande.
Ha concluso la carriera di calciatore disputando una stagione in seconda divisione con il Perpignan.

### Allenatore
Ricoprì il ruolo di allenatore dei portieri del Nantes e dell'Ajaccio fino al 2008, divenendo in seguito tecnico della squadra dilettante del Cognac.

## Statistiche

### Presenze e reti nei club
| Stagione        | Squadra         | Campionato      | Campionato | Campionato | Coppe nazionali | Coppe nazionali | Coppe nazionali | Coppe continentali | Coppe continentali | Coppe continentali | Altre coppe | Altre coppe | Altre coppe | Totale | Totale |
| Stagione        | Squadra         | Comp            | Pres       | Reti       | Comp            | Pres            | Reti            | Comp               | Pres               | Reti               | Comp        | Pres        | Reti        | Pres   | Reti   |
| --------------- | --------------- | --------------- | ---------- | ---------- | --------------- | --------------- | --------------- | ------------------ | ------------------ | ------------------ | ----------- | ----------- | ----------- | ------ | ------ |
| 1985-1986       | Nantes          | D1              | 3          | -4         | CF              | 0               | 0               | CU                 | 0                  | 0                  | -           | -           | -           | 3      | -4     |
| 1986-1987       | Nantes          | D1              | 5          | -6         | CF              | 0               | 0               | CU                 | 0                  | 0                  | -           | -           | -           | 5      | -6     |
| 1987-1988       | Nantes          | D1              | 37         | -38        | CF              | 3               | -2              | -                  | -                  | -                  | -           | -           | -           | 40     | -40    |
| 1988-1989       | Nantes          | D1              | 36         | -37        | CF              | 5               | -2              | -                  | -                  | -                  | -           | -           | -           | 41     | -39    |
| 1989-1990       | Nantes          | D1              | 36         | -32        | CF              | 3               | -3              | -                  | -                  | -                  | -           | -           | -           | 39     | -35    |
| 1990-1991       | Nantes          | D1              | 30         | -28        | CF              | 4               | -4              | -                  | -                  | -                  | -           | -           | -           | 34     | -32    |
| 1991-1992       | Nantes          | D1              | 37         | -38        | CF              | 1               | -1              | -                  | -                  | -                  | -           | -           | -           | 38     | -39    |
| 1992-1993       | Nantes          | D1              | 38         | -39        | CF              | 6               | -7              | -                  | -                  | -                  | -           | -           | -           | 44     | -46    |
| 1993-1994       | Nantes          | D1              | 37         | -31        | CF              | 5               | -2              | CU                 | 2                  | -4                 | -           | -           | -           | 44     | -37    |
| 1994-1995       | Nantes          | D1              | 14         | -10        | CF              | 0               | -0              | CU                 | 3                  | -4                 | -           | -           | -           | 17     | —14    |
| 1995-1996       | Nantes          | D1              | 7          | -5         | CF+CdL          | 0+2             | 0 + -3          | UCL                | 2                  | -3                 | SF          | 0           | 0           | 11     | -11    |
| Totale Nantes   | Totale Nantes   | Totale Nantes   | 280        | -268       |                 | 29              | -24             |                    | 7                  | -11                |             | 0           | 0           | 316    | -303   |
| 1996-1997       | Perpignan       | D2              | 34         | -36        | CF+CdL          | 0+1             | 0+ -1           | -                  | -                  | -                  | -           | -           | -           | 34     | -37    |
| Totale carriera | Totale carriera | Totale carriera | 314        | -304       |                 | 30              | -25             |                    | 7                  | -11                |             | 0           | 0           | 351    | -340   |

## Palmarès

### Club

#### Competizioni nazionali
- Campionato francese: 1

Nantes: 1994-1995